# Stadt- und Länderorte
In der Alten Eidgenossenschaft wurden diejenigen Kantone, in denen die politische Macht im Wesentlichen von der Hauptstadt ausging, als Stadtorte bezeichnet. Dabei wurde noch unterschieden in Städte mit Zunftverfassung (Zunftstädte) und patrizische Orte.
Demgegenüber standen die Länderorte, in welchen Bürger aus dem gesamten oder überwiegenden Teil des Herrschaftsgebietes durch eine Landsgemeinde Mitspracherechte hatten. 
Die Stadtorte waren:
- Zürich
- Bern (patrizisch dominiert)
- Luzern (patrizisch dominiert)
- Freiburg (patrizisch dominiert)
- Solothurn (patrizisch dominiert)
- Basel
- Schaffhausen

Die Länderorte waren:
- Uri
- Schwyz
- Unterwalden
- Glarus
- Appenzell

Eine Mittelstellung nahm Zug ein, das sowohl eine Hauptstadt mit Herrschaftsrechten als auch eine Landsgemeinde hatte.
Der kulturelle und politische Gegensatz zwischen Stadt- und Länderorten führte zu mehreren Konflikten innerhalb der Eidgenossenschaft. Besonders schwer war die Krise von 1481, als die geplante Aufnahme von Freiburg und Solothurn die Länderorte befürchten liess, künftig gegenüber der neuen Mehrheit der Stadtorte ins Hintertreffen zu geraten. Mit der Vermittlung durch Niklaus von Flüe und dem Stanser Verkommnis wurde dieser Streit beigelegt. Mit der Reformation bekam dieser Gegensatz eine neue Dimension. Die Länderorte blieben überwiegend beim Katholizismus, während die Stadtorte nun in protestantische und katholische Orte gespalten waren.